# Москаленко Оксана Валентинівна
Окса́на Валенти́нівна Москале́нко (рос. Оксана Валентиновна Москаленко; 1 січня 2000) — російська та українська біатлоністка, кандидат у майстри спорту.

## Життєпис
Народилася в місті Одинцово Московської області.
Виступала за СДЮСШОР № 43 міста Москва. Срібна призерка першості Росії серед дівчат.
У серпні 2018 року разом з Катериною Бех та Анастасією Рассказовою, а також з тренером Іллею Лопуховим переїхала в Україну.
У квітні 2022 року виключена зі складу збірної України з біатлону. Повернулася до Росії.

## Спортивні досягнення
| Змагання                                      | Індивідуальна гонка | Естафета | Спринт | Гонка переслідування |
| --------------------------------------------- | ------------------- | -------- | ------ | -------------------- |
| Чемпіонат світу з біатлону серед юніорів 2019 | 14                  | 13       | 15     | 8                    |